# Rättviksdräkt

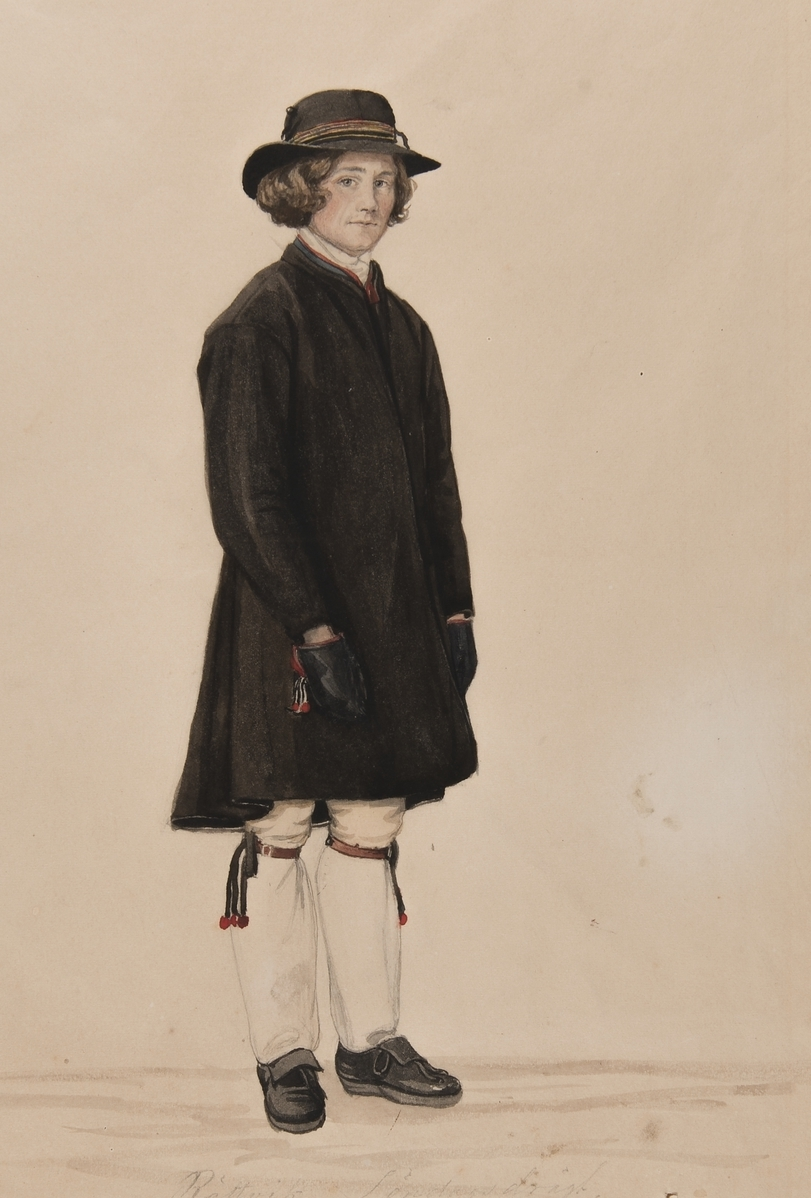
Pojke i Rättviksdräkt, söndagsdräkt. Akvarell av P. Södermark - Nordiska museet - NMA.0070059 (cropped)

Rättviksdräkten är en sockendräkt (eller bygdedräkt) från Rättviks socken i Dalarna.

## Kvinnodräkt, grunddräkt
Dräkten var relativt oförändrad mellan 1800 och 1870.
Till grunddräkten hör:
- Huduvdbonad.
  - Hatt med blå söm för gift kvinna (fruhätta). Även kallad kärringhätta.
  - lönnhätta över knytningstimp för ogift kvinna
  - gråhätta
- Astrasu (vit)
- Kjol - blå eller grön. Passad.
- Förkläde (rött) i kattun
- Snörvil (grönt siden)
- strumpor (röda)
- gröntröja
- skinntröja

Andra delar som hör till:
- halskläde
- överdel
- livsstycke
- breddan
- kjolväska
- bokkläde

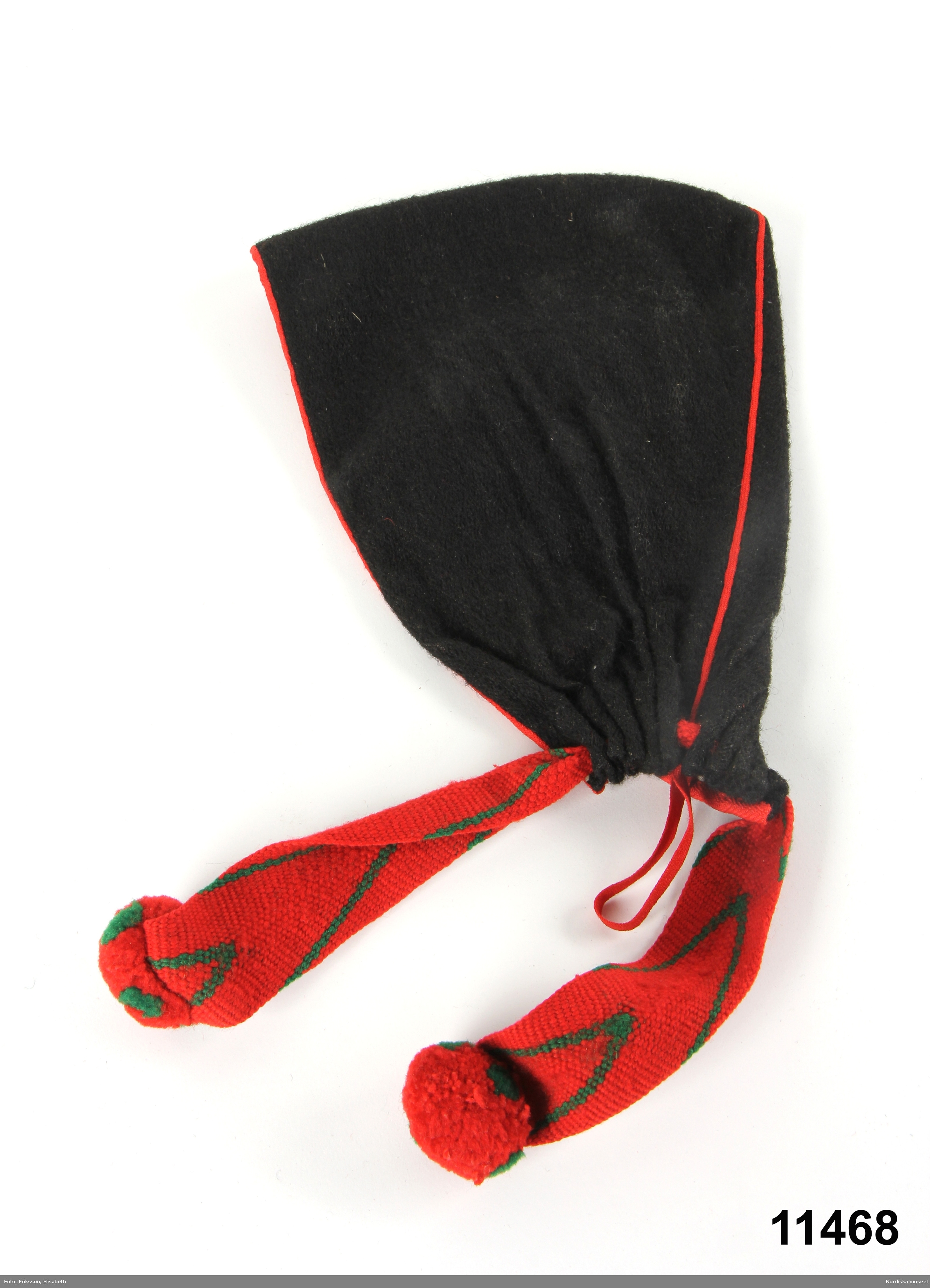
Gråhätta
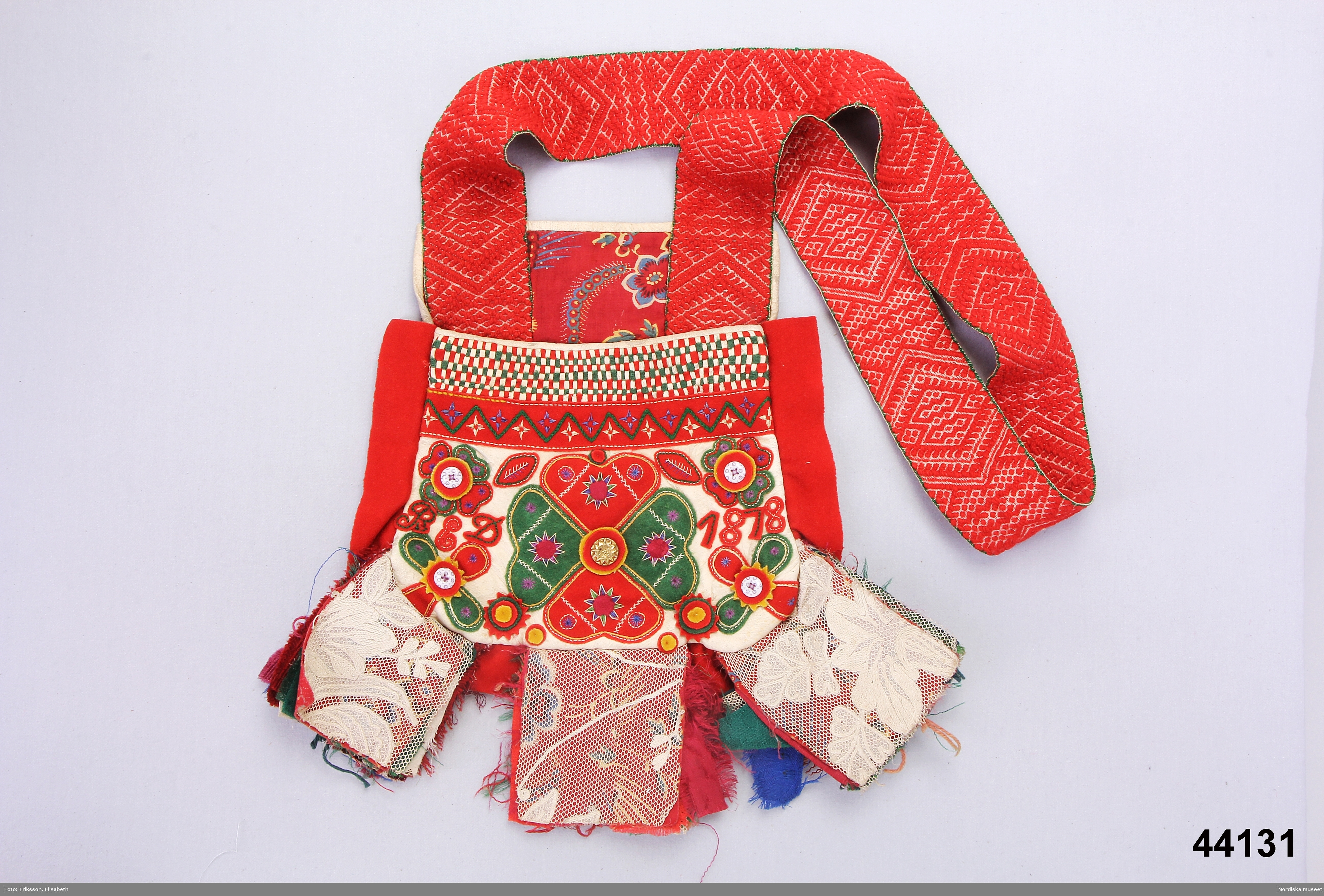
Väska. Insamlad av Nordiska museet 1884.

## Mansdräkten
Till dräkten hör:
- päls
- svart kyrkrock
- brett läderbälte
- väst

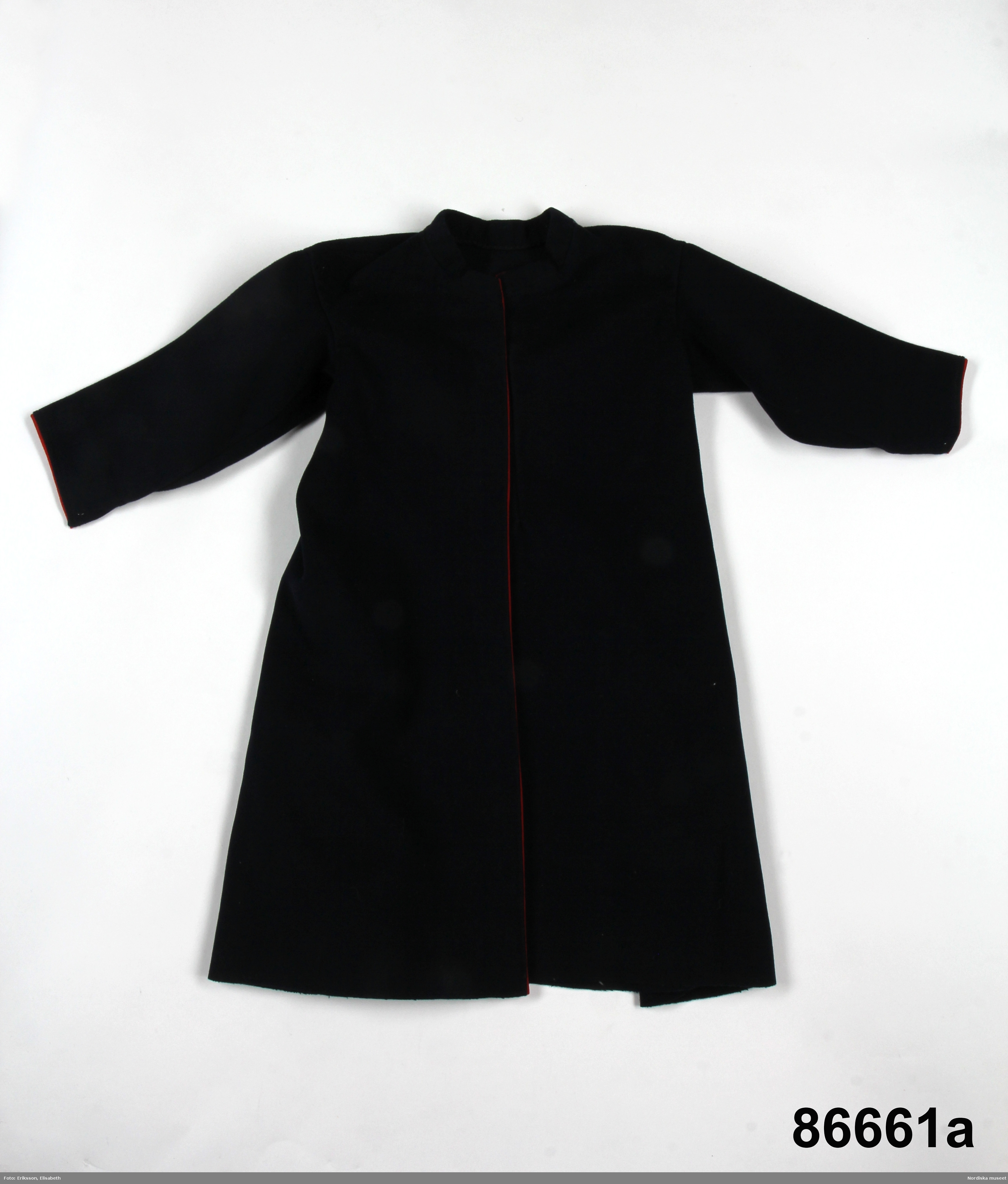
Långrock till pojkdräkt, i allt lik de vuxnas.
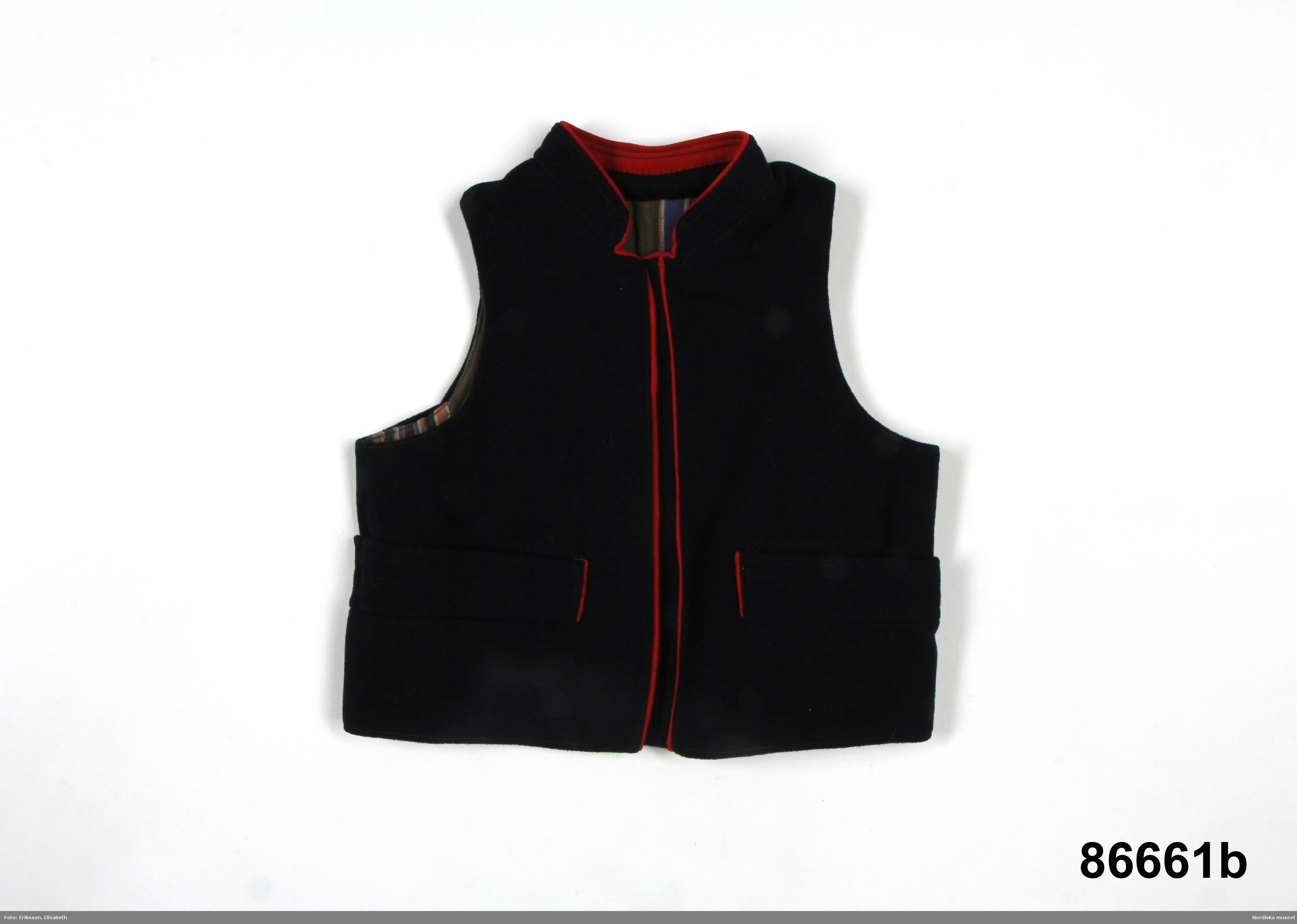
Väst till pojkdräkt, i allt lik de vuxnas.

## Historia

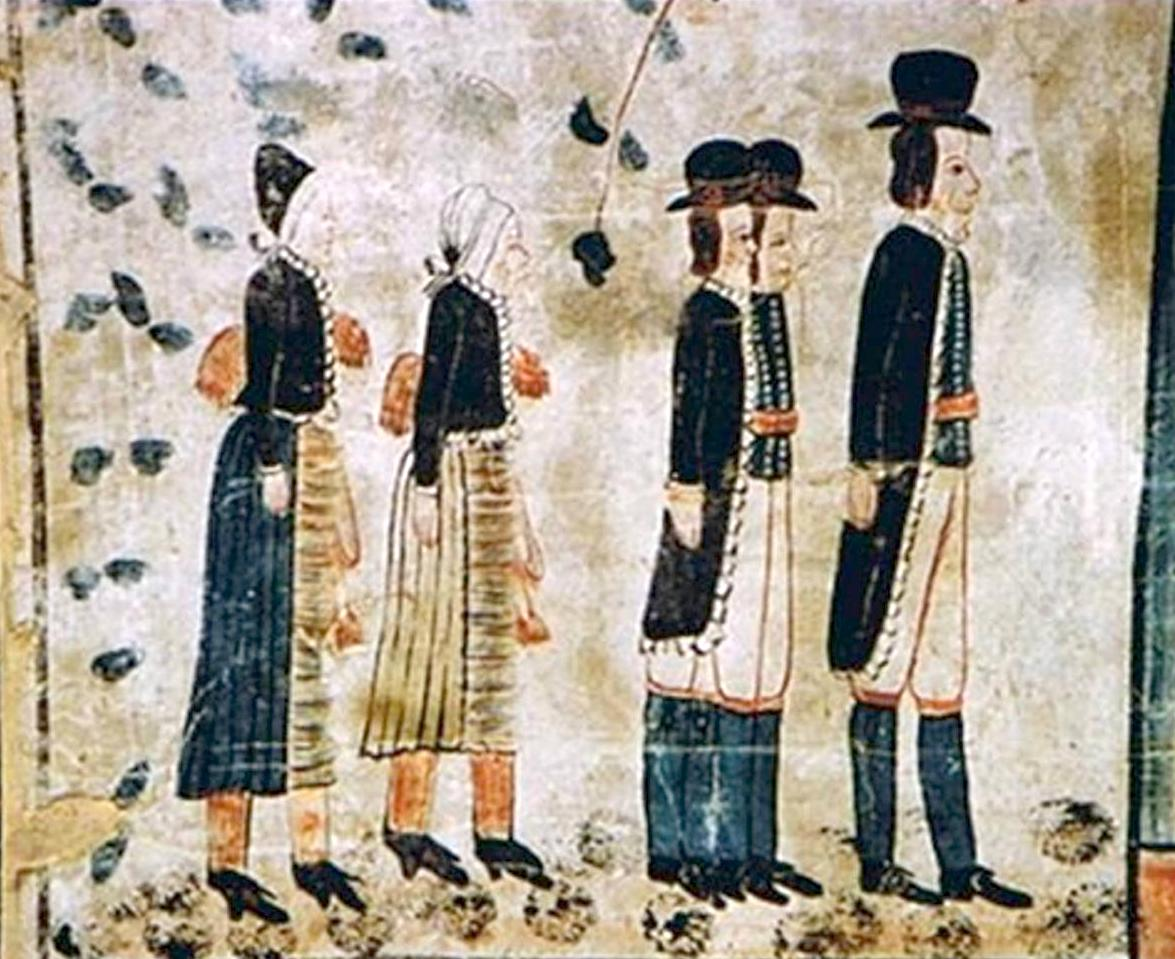
Dalmålning från 1829, okänd målare. Den äldsta kända bilden på en Rättviksdräkt.

Rättviktdräkten användes redan på slutet av 1600-talet, men den äldsta kända bilden på en Rättviksdräkt är en dalmålning från 1829 av en okänd målare. Ägs av Funäsdalens museum. Texten lyder: "Jag tror at vi komer paßjämt till saman ringningen Laße". Folket är på väg till julottan. Männen har den svarta kyrkrocken över pälsen och brett läderbälte. Den första kvinnan är gift och har grön passad kjol med kattunsförkläde. Hon har käringhatt. Den andra är ogift och har lönnhätta över knytningstimpen. Blå passad kjol. Båda har skinntröjor med klädeströjor över. Psalmböcker invirade i bokkläden.

## Bilder

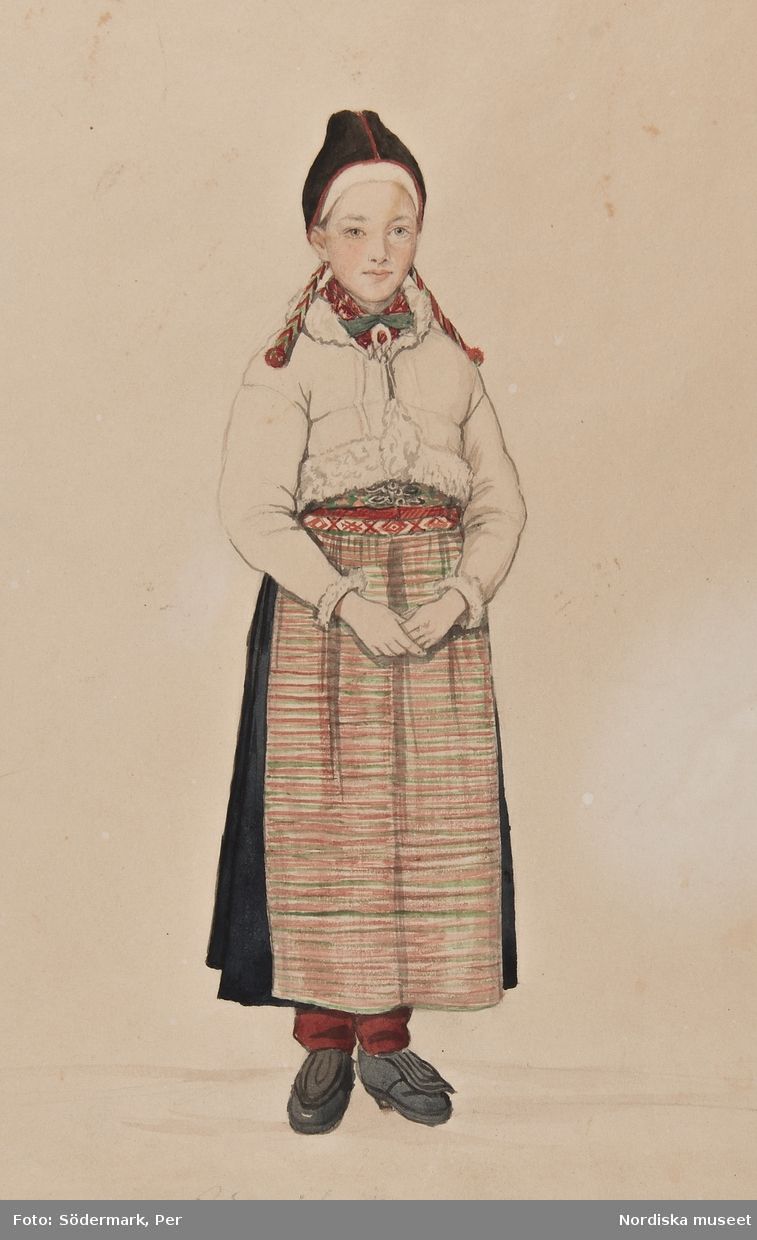
Kvinna i Rättviksdräkt med skinntröja. Akvarell av P.Södermark - Nordiska museet - NMA.0070057
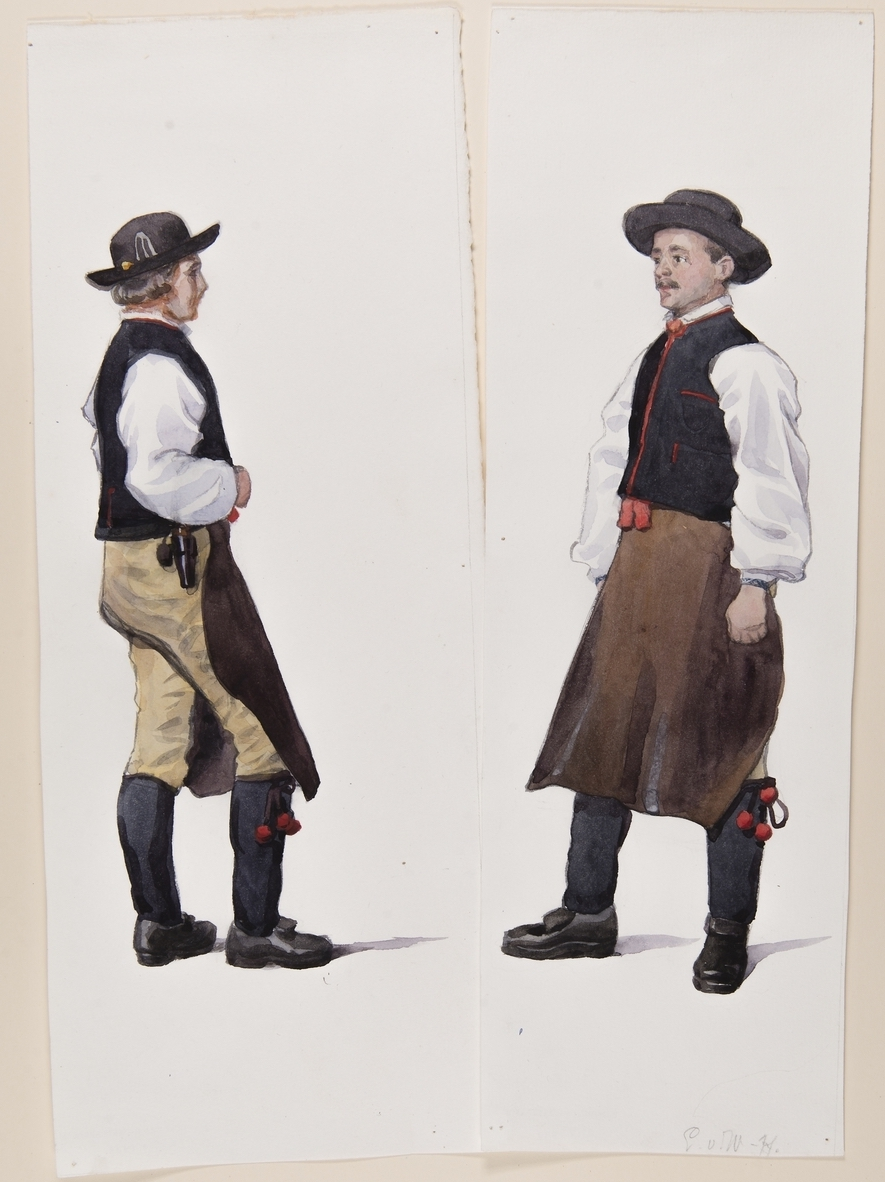
Man i Rättviksdräkt. Akvareller av Emelie von Walterstorff.
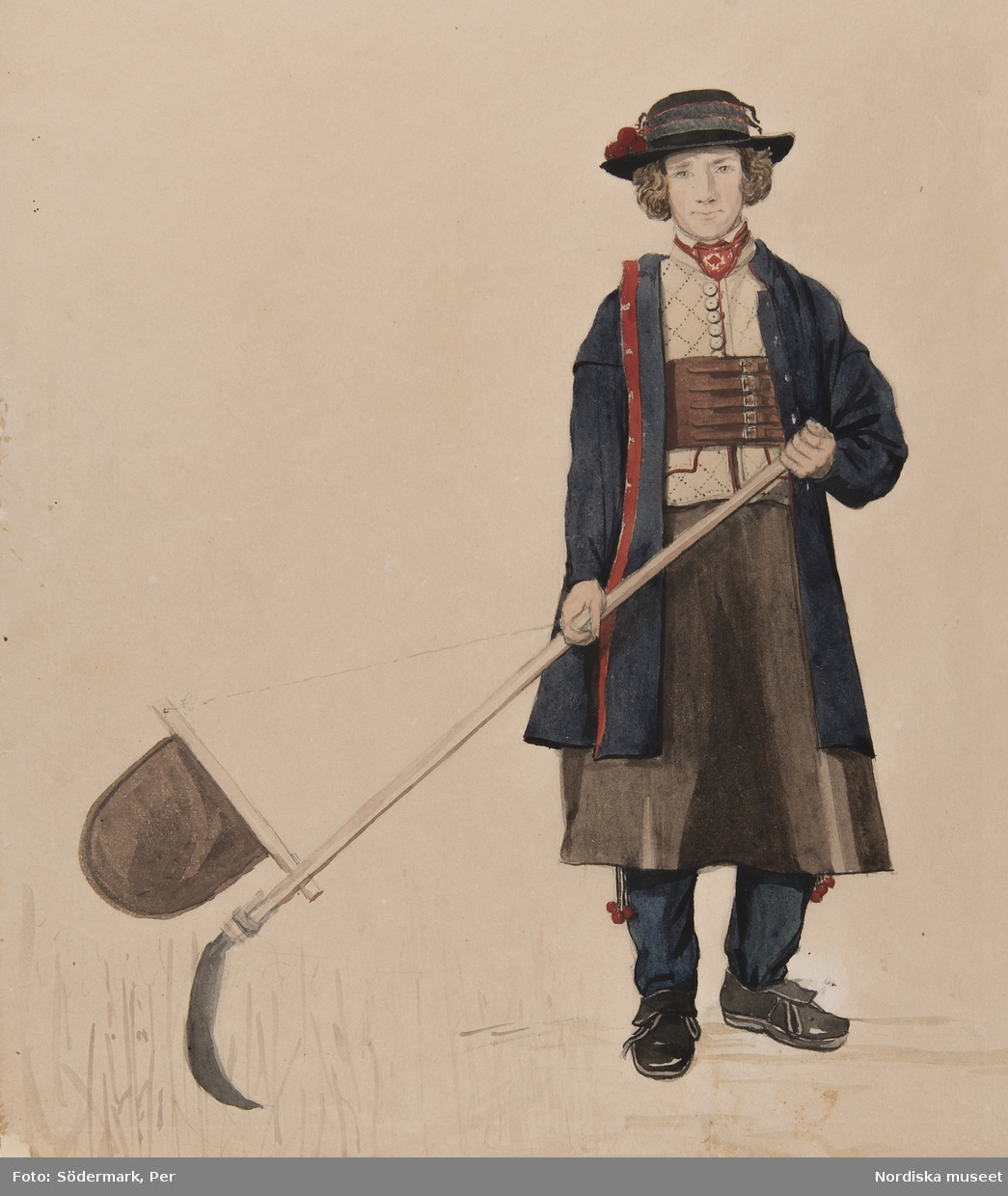
Pojke i Rättviksdräkt med lie. Akvarell av P.Södermark - Nordiska museet - NMA.0070058
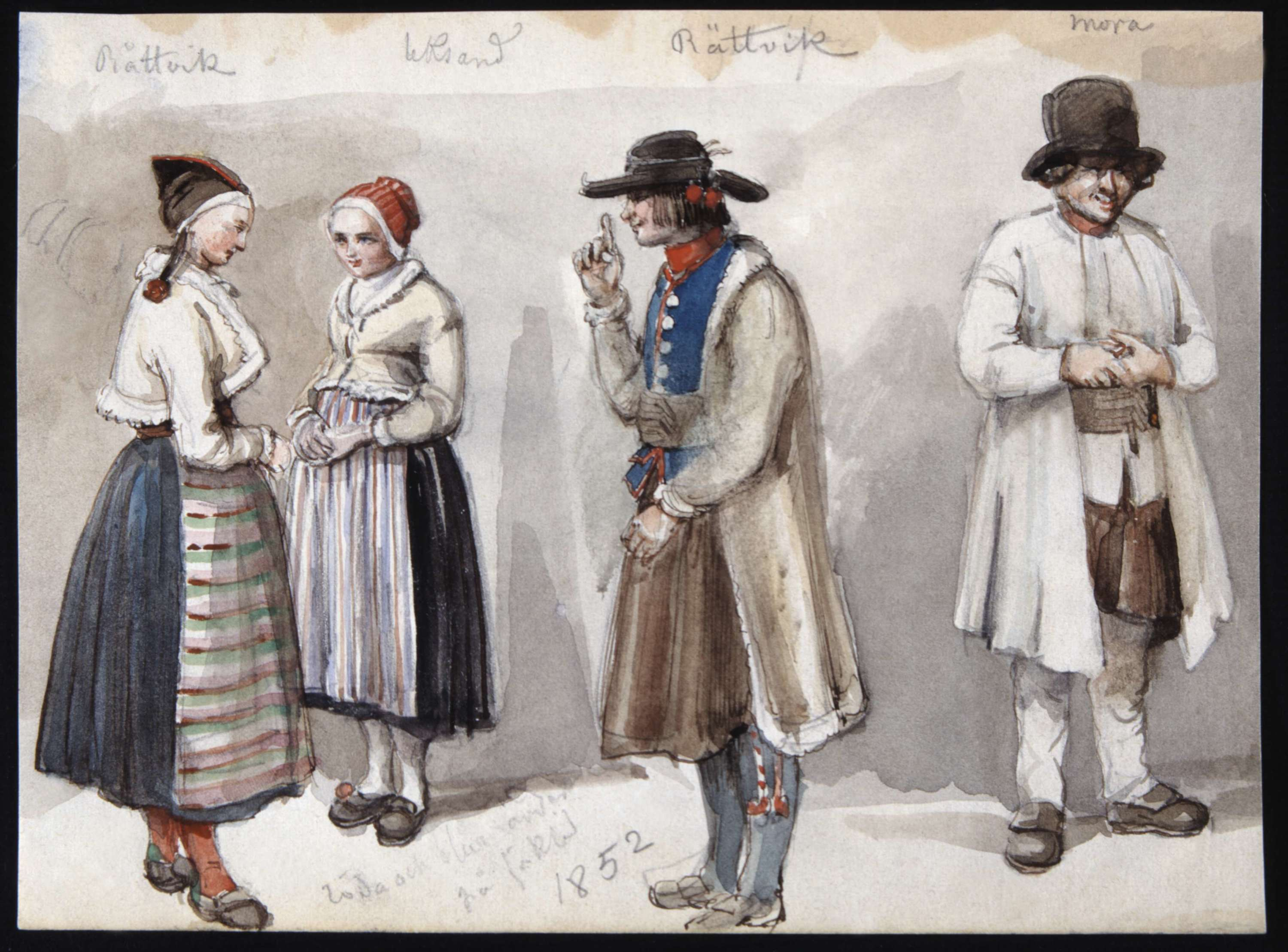
Två kvinnor och två män i allmogedräkter från Rättvik, Leksand och Mora - Nordiska museet - NMA.0037696
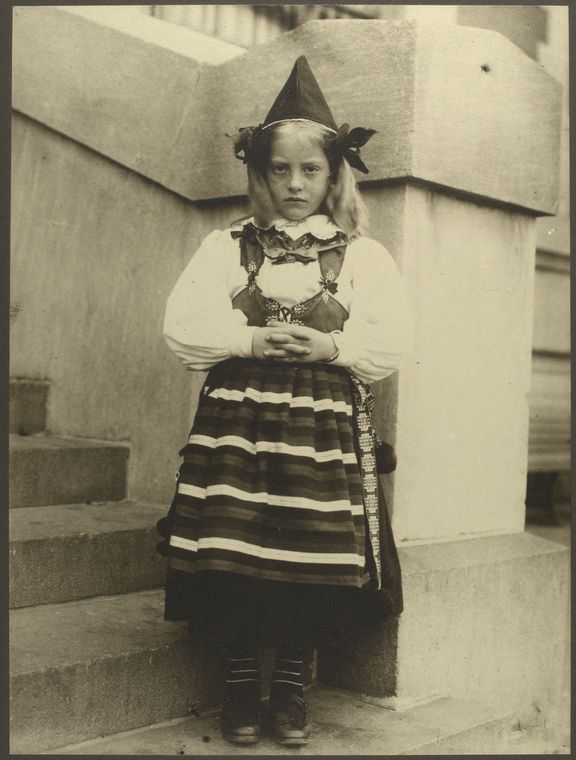
Flicka från Rättvik 1908-1920
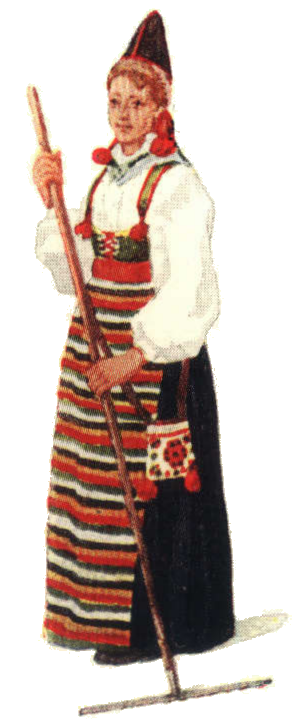
Rättviksdräkten
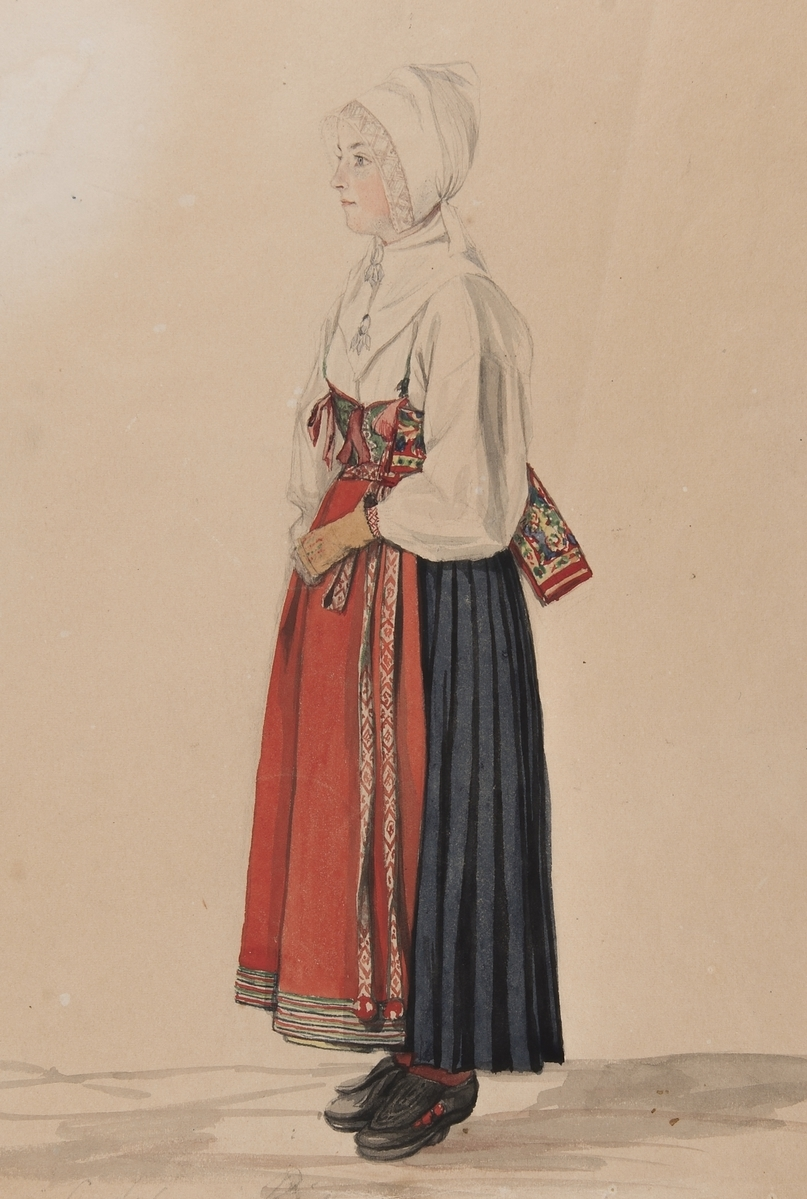
Kvinna i Rättviksdräkt, Karin i Lerdalen. Akvarell av P.Södermark - Nordiska museet - NMA.0070060 (cropped)
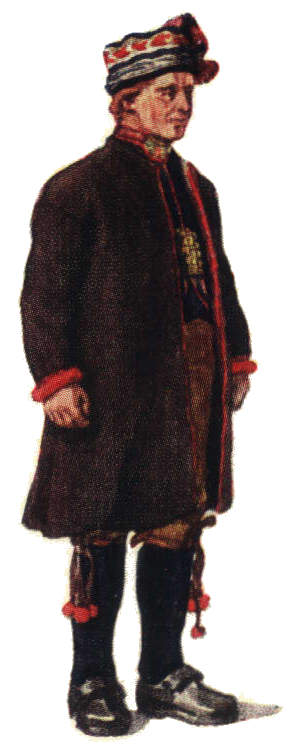
Folkdräkt, Rättviks socken, man, Nordisk familjebok